# Wunda
Wunda is een fictionele buitenaardse Amazon. De strip wordt gepubliceerd door DC Comics. Ze verscheen voor het eerst in Seven Soldiers: Mister Miracle #1 (november 2005). Ze werd gecreëerd door Grant Morrison en Paqual Ferry.

## karakter biografie
Er is weinig bekend van Wunda, behalve dan dat ze lid is van Granny Goodness's team, Female Furies. Ze bezit lichtmanipulerende gaven.